# Comuna Potik, Rohatîn
Potik (în ucraineană Потік) este o comună în raionul Rohatîn, regiunea Ivano-Frankivsk, Ucraina, formată din satele Potik (reședința) și Zalîpea.

## Demografie
Componența lingvistică a comunei Potik
     Ucraineană (99,68%)
     Alte limbi (0,32%)
Conform recensământului din 2001, majoritatea populației comunei Potik era vorbitoare de ucraineană (99,68%), existând în minoritate și vorbitori de alte limbi.